# La Vergenne
La Vergenne – miejscowość i gmina we Francji, w regionie Burgundia-Franche-Comté, w departamencie Górna Saona.
Według danych na rok 1990 gminę zamieszkiwały 94 osoby, a gęstość zaludnienia wynosiła 32 osoby/km² (wśród 1786 gmin Franche-Comté La Vergenne plasuje się na 649. miejscu pod względem liczby ludności, natomiast pod względem powierzchni na miejscu 963.).